# Liu Xuguang
En onomàstica xinesa Liu es el cognom i Xuguang el prenom.
Liu Xuguang (xinès simplificat: 刘 旭 光) (Pequín 1958 - ) Artista, pintor i teòric de l'art xinès.

## Biografia
Liu Xuguang va néixer l'any 1958 a Pequín (Xina). Va estudiar al Japó en els seus primers anys i va entrar en contacte amb el moviment artístic "Mono-ha". També es va interessar per les matemàtiques i per la filosofia tradicional xinesa del Llibre dels Canvis o de les Mutacions (Yijing). Xuguang va completar el seu doctorat a la Universitat Tsinghua de Pequín amb una "Teoria de la consciència de l'essència"

#### Activitat artística
Va començar la seva carrera d'artista a mitjans dels anys vuitanta. En els seus primers anys, es va quedar al Japó i va avançar el concepte teòric de la consciència de l'essència, i va explorar la possibilitat de la forma i el llenguatge l'art contemporani; en diferents mitjans, des del mitjà físic fins a l'expressió mitjançant mitjans digitals. El seu treball artístic es va iniciar a partir del seu treball teòric i es va basar en la utilització d'un sol caràcter de la tradició de caràcters xinesos més antic, les marques de "bu" (卜) que es troben a l'escriptura xinesa sobre ossos. A partir d'aquest caracter ha anant creant obres, sovint utilitzant grans fulls de paper d'arròs, sobre les quals dibuixa una densa xarxa de marques "bu" (卜), fetes amb tinta untuosa i terrosa i pols de ferro feta per ell mateix. La vibrant vibració de totes les marques "bu" (卜) segueix una sola direcció, però cap d'elles és absolutament igual que l'altra.
Tanmateix, va basar les seves configuracions en elements que es remunten als 8 trigrames de la cultura xinesa primitiva (Ba gua) usats en el Yijing , que denoten forces algebraiques, cosmològiques i oposades, de la naturalesa del món. Cada dibuix mostra una configuració numèrica diferent, que actuen com a partitures d'un tema musical.
De 1991 a 1996, va completar la sèrie de pintures "天地" (Cel i Terra) , "大洐" (Gran camí) i "动静" (Moviment). El 1997 va crear la instal·lació de pintura "天眼" (Ull del cel) i, de 1998 a 2001, va crear-ne una altra denominada "悬空界" (Món penjat). Del 2004 al 2015, va crear les sèries de pintures "痕迹"(Traces) i "衍场" (Yanchang) ". Utilitzant mitjans digitals va crear el vídeo "墨滴" (Ink Drop)  el 2004, el vídeo digital interactiu "我" (Jo) el 2010, el treball de vídeo "墨核" (Ink Core)" el 2011 i el curtmetratge "没片" (No Film)  el 2013.
Ha participat en importants biennals temàtiques i exposicions col·lectives a la Xina i a països com Japó, Estats Units, Finlàndia, Comores i altres. També organitza i comissaria la International New Media Art Triennial, així com exposicions a gran escala i projectes d'intercanvi i Corea del Sud.
Te obres a museus com el Museu Nacional d'Art de la Xina, Museu d'Art de Hubei, i el Museu d'Art Weisman de Minnesota, entre d'altres.

#### Activitat acadèmica
A nivell teòric ha escrit diferents llibres com  "On Quality",  "Estudi de casos de qualitat",  "Introduction to New Media Art" i  especialment  艺术与真理 (Art i Veritat) que va presentar el desembre del 2020 i que segons l'autor, aquest llibre neix de la seva investigació sobre Heidegger que va fer durant la redacció de la seva tesi doctoral. L'obra sha definit com: "Una rara obra interdisciplinària que connecta filosofia, estètica i història de l'art".
Va ser professor de  l'Oficina d'Investigació d'Art Contemporani del Departament de Pintura a l'Oli de la Universitat de les Arts de Tòquio el 1996 i director del New Media Art Lab de l'Acadèmia de Cinema de Pequín.